# Odontolabis dalmani
Odontolabis dalmani là một loài bọ cánh cứng trong họ Lucanidae. Loài này được Hope & Westwood mô tả khoa học năm 1845.